# Trechalea extensa
Trechalea extensa là một loài nhện trong họ Trechaleidae.
Loài này thuộc chi Trechalea. Trechalea extensa được Octavius Pickard-Cambridge miêu tả năm 1896.